# FC Wacker München
Der FC Wacker München ist ein im Stadtviertel Sendling beheimateter Fußballverein, der lange Zeit – wenn auch meist mit Abstand – die Nummer drei im Münchner Fußball war, inzwischen aber von untergeordneter Bedeutung ist. In der Glanzzeit des Vereins in den 1920er Jahren errang der FC Wacker 1922 den Titel des süddeutschen Fußballmeisters und stand zweimal im Halbfinale um die deutsche Meisterschaft. Bis 1980 spielte der FC Wacker durchgängig mindestens 3. Liga.

## Geschichte

### 1903–1920: Gründung und erste Jahre
Der Verein wurde am 7. Mai 1903 in der Gaststätte „Alter Huiras“ im Münchner Stadtteil Laim als FC Isaria gegründet und hieß zwischenzeitlich FC Wittelsbach und FC München-Laim. 1904 erfolgte die Umbenennung in FC Wacker und 1905 trat der Verein dem Süddeutschen Fußballverband bei. 1908 trat er dem Radsportclub Monachia bei und firmierte danach offiziell als Fußball-Abteilung Wacker 1903 des SC Monachia.
Der Vorsitzende der FA Wacker war Franz Nußhardt (1908–1914), der vor dem Ersten Weltkrieg eine Reihe gemeinsamer Veranstaltungen mit der „FA Bayern im Münchener SC“ (heutiger FC Bayern) ausrichtete. Zur Spielzeit 1913/14 traten die Fußballer der Turnerschaft 1886 München bei und liefen als Fußballabteilung Turnerschaft Wacker 1886 München auf. 1917 machte die (Associations) Fußball und die Rugby (Fußball)-Abteilungen sich schließlich als FC Wacker München selbständig.

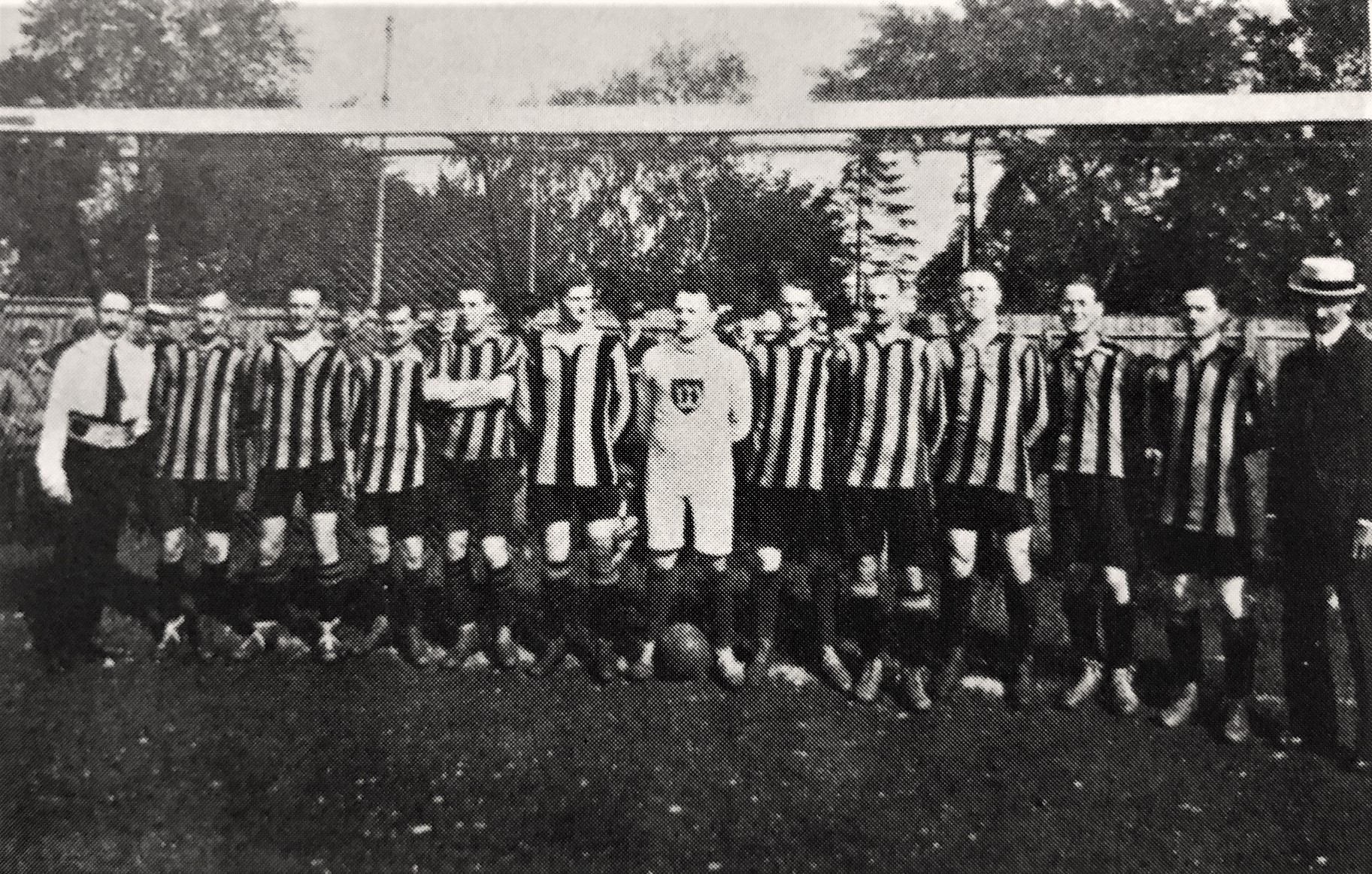
FC Wacker München Südbayerischer Meister 1919

Erster Star der Blausterne war der österreichische Nationaltorwart Karl Pekarna, der 1905, als er für die Glasgow Rangers spielte, als schottischer Torwart des Jahres geehrt wurde. Er kam 1908 zur FA Wacker und mit ihm wurde man 1910 erstmals Münchener Stadtmeister und Oberbayerischer Meister. 1910 wechselte Pekarna gegen Zahlung einer erheblichen Summe zum FC Bayern. Dieser Tabubruch inmitten des „Amateursports“ war der erste handfeste Skandal in der Münchener Fußballgeschichte. Pekarna wurde dafür zeitweise aus dem Verband ausgeschlossen.
Der FC Wacker München gewann 1919 erstmals die Südbayerische Meisterschaft durch ein 5:1 gegen den FC Bayern München.

### 1920–1933: Die Goldenen 1920er-Jahre

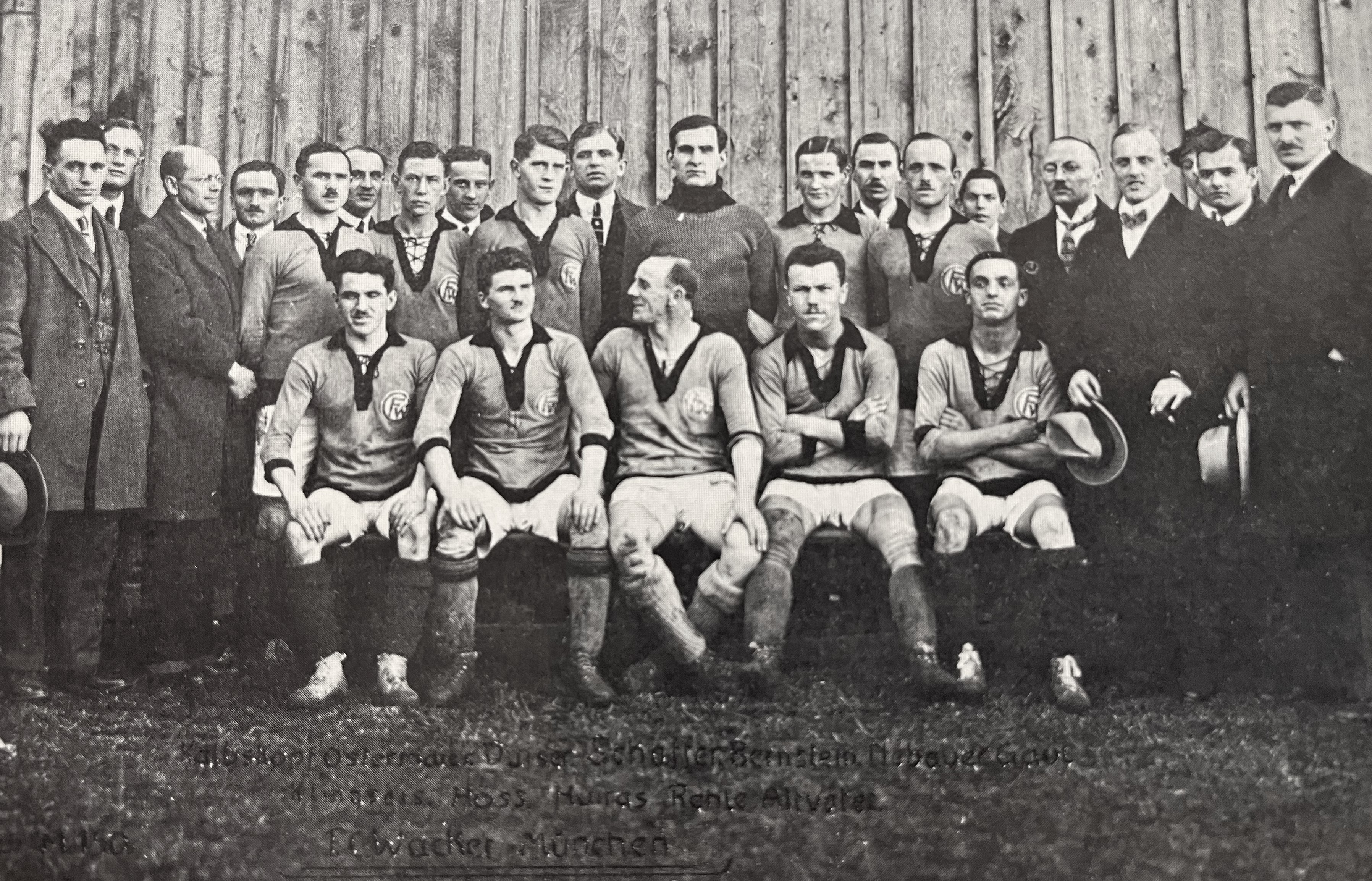
FC Wacker München Südbayerischer Meister 1921

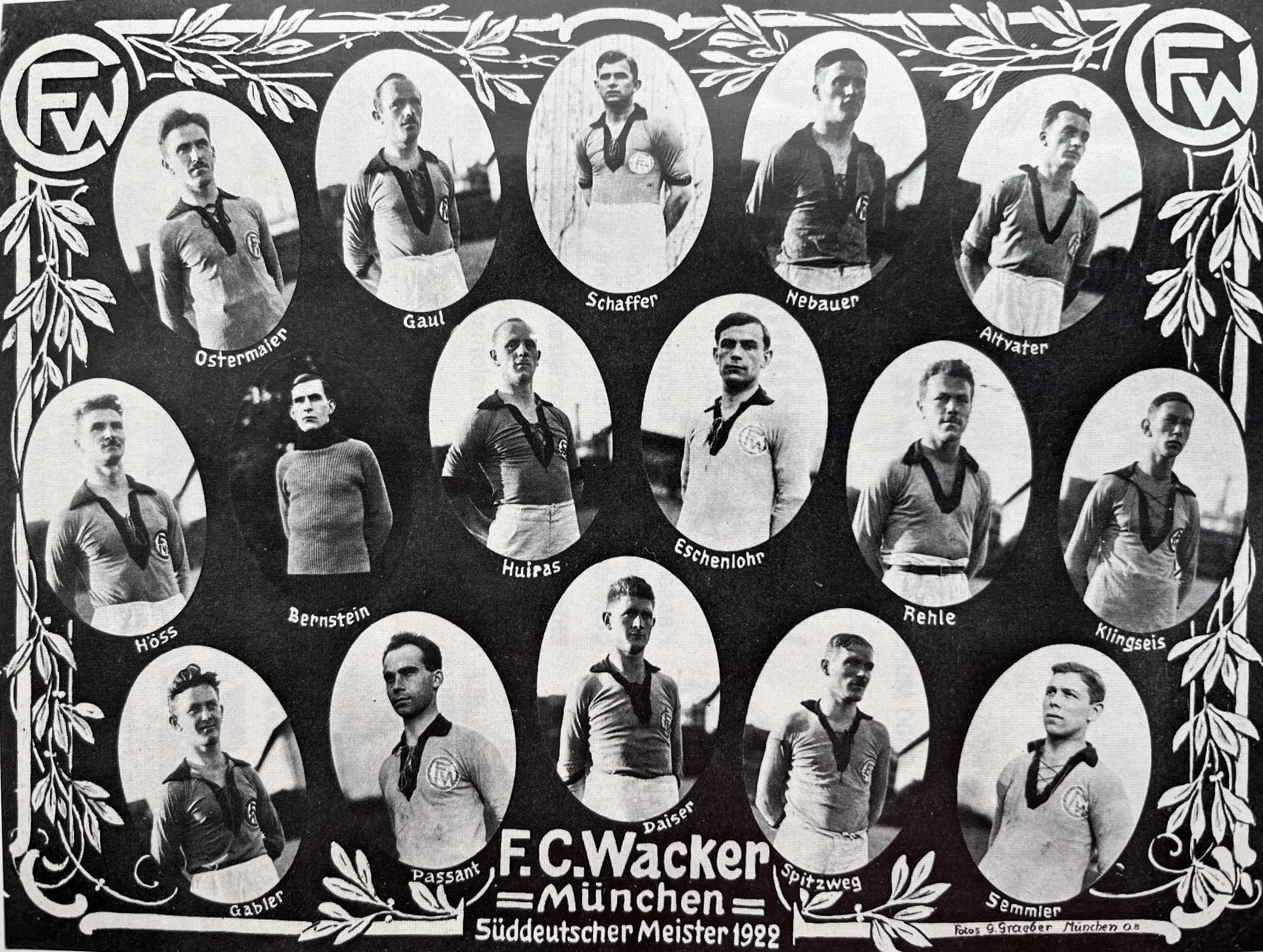
FC Wacker München Süddeutscher Meister 1922

Die 1920er Jahre sollten zur „Goldenen Zeit“ des FC Wacker werden. 1921 wurde erneut die Südbayerische Meisterschaft gewonnen. Eng verbunden mit den Erfolgen in diesem Jahrzehnt ist der ungarische Nationalspieler Alfréd „Spezi“ Schaffer, 1918 und 1919 europäischer Rekordtorschütze und allgemein als der erste Fußballstar des Kontinents angesehen, der von 1920 bis 1922 beim Verein spielte.
Wacker bedurfte einer List, sich die Dienste Schaffers zu sichern. Dieser hatte ursprünglich beabsichtigt, den 1. FC Nürnberg in Richtung Basel zu verlassen, wurde dann jedoch von Eugen Seybold und Torwart Alfred Bernstein überredet, an der Isar zu spielen. Weil Schaffer als ausländischer Berufsspieler galt, verweigerte ihm der DFB jedoch 1920 die Spielerlaubnis. Der FC Wacker beschäftigte ihn deshalb zunächst bis zum Frühjahr 1921 nur als Cheftrainer. Dann erschien in der Zeitschrift “Fußball” eine fingierte Verlobungsanzeige Schaffers mit der Schwester von Alfred Bernstein. Diese vorgebliche Schwester Olga gab es zwar gar nicht, aber der DFB war damit überlistet und Schaffer erhielt daraufhin die Spielerlaubnis und war fortan Spielertrainer beim FC Wacker.
In den 1920er Jahren liefen noch weitere prominente Spieler für den FC Wacker auf. Herauszuheben sind hier der ungarische Nationalspieler Péter Szabó, Trainer Edward Hanney, der 1912 mit England bei den Olympischen Spielen 1912 in Stockholm die Goldmedaille gewann, sowie die deutschen Nationalspieler Willy Falk und Josef Weber, sowie Josef Bergmaier.
1922 gewann der FC Wacker in Frankfurt die Süddeutsche Meisterschaft durch einen 2:1-Finalsieg nach Verlängerung gegen Borussia Neunkirchen. Die Münchener Stadtchronik notierte für den 15. Mai 1922: „Nach einem 2:1-Sieg über „Borussia Neunkirchen“ wird mit „Wacker München“ erstmals ein Münchner Verein süddeutscher Fußballmeister. Tausende von Menschen empfangen begeistert am Hauptbahnhof die per Zug zurückkehrenden Fußballer.“
In den folgenden Endrundenspielen um die Deutsche Meisterschaft stieß man durch einen 5:0-Viertelfinalsieg in Karlsruhe über Arminia Bielefeld bis ins Halbfinale um die deutsche Meisterschaft vor. Das Halbfinale gegen den Hamburger SV wurde trotz deutlicher Feldüberlegenheit mit 0:4 verloren. Zur Mannschaft des FC Wacker gehörten hier unter anderem auch die Nationalspieler Heinrich Altvater und Albert Eschenlohr.
Im Juni 1926 war der FC Wacker Gast einer Stadtauswahl von Dortmund beim Eröffnungsspiel des dortigen Stadions Rote Erde, in dem Borussia Dortmund bis zur Einweihung des Westfalenstadions 1974 große Erfolge feiern sollte, und gewann mit 11:1.
Nachdem Alfréd Schaffer seine Spielerkarriere beendet hatte, wurde er von Wacker Vorstand Albert Bauer 1925 erneut verpflichtet. Er blieb für eine Saison, wechselte 1926 zum DSV München, nur um im Juni 1928 pünktlich zu den Endrundenspielen wieder zurückzukehren. Er führte die Mannschaft erneut ins Halbfinale um die deutsche Meisterschaft, aber in Leipzig musste Wacker nach einer 1:2-Niederlage gegen Hertha BSC die Meisterschaftshoffnungen begraben.
Im März 1931 trat die Hockeyabteilung aus und gründete den HC Wacker. Finanzielle Probleme im Zuge der Weltwirtschaftskrise hatten Unruhe in den Verein getragen. Zwei Monate später wurde Sepp „Joschi“ Kirmaier, Sportjournalist der Zeitung „Fußball“ und langjähriges Vereinsmitglied, zum neuen Vereinsvorsitzenden des FC Wacker gewählt. Im September 1932 wurde dann der Herausgeber des „Fußball“, Eugen Seybold, zum Vereinsvorsitzenden gewählt. Er galt wie zuvor schon Albert Bauer als prominenter Verfechter der Einführung des Profifußballs in Deutschland und zudem als Organisator des Alfred Schaffer Transfers zum FC Wacker 1920. Seybold führte 1932 den „Blaustern“ beim FC Wacker ein und verhinderte die Löschung und Fusion des Vereins gemäß Anordnung der Partei mit beherzten Schriftsätzen und Stellungnahmen. Das Schicksal anderer Vereine blieb dem FC Wacker somit erspart und der Verein blieb selbstständig.

### 1933–1945: Wacker in der Gauliga

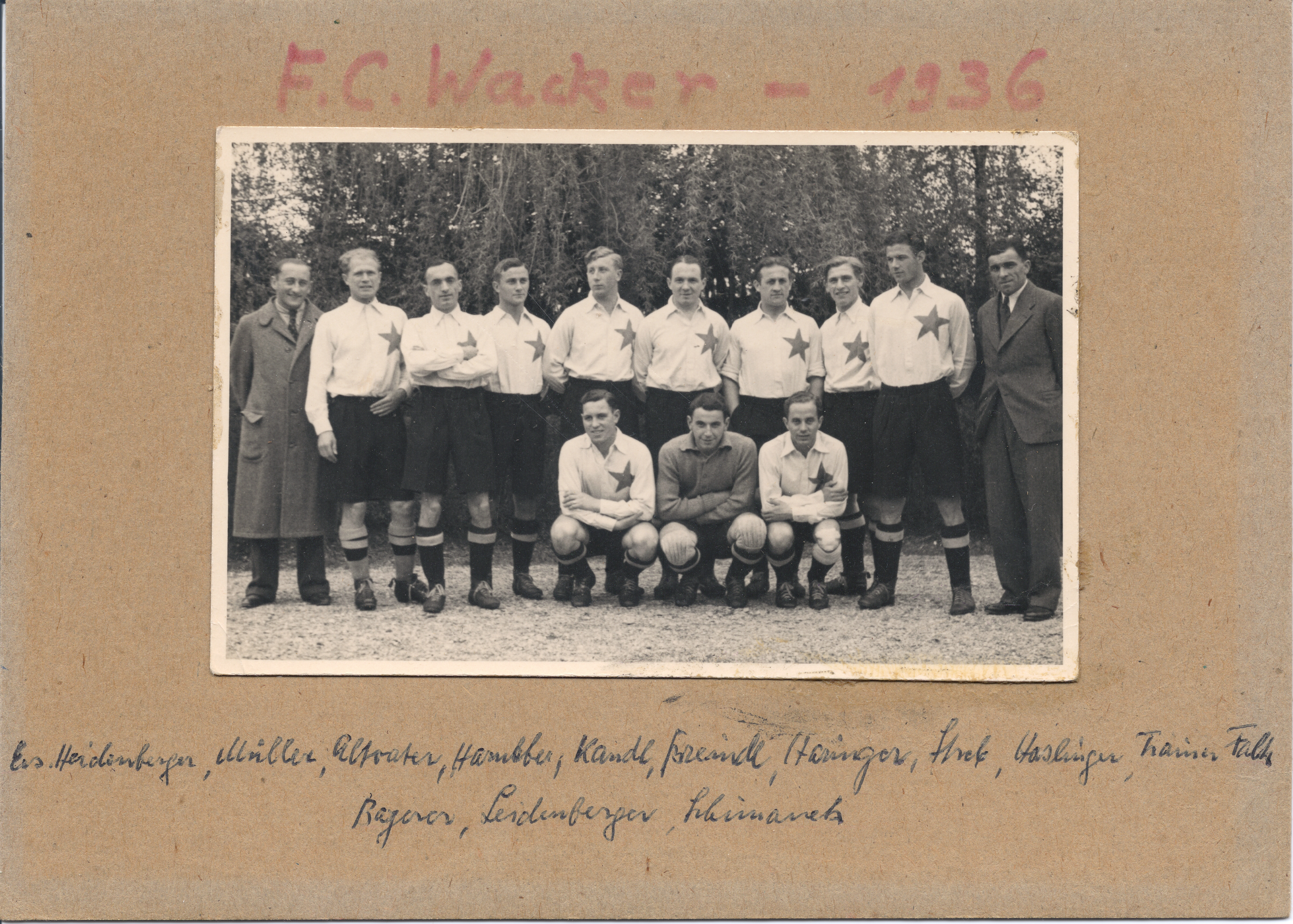
Wacker 1936 in der Gauliga Bayern

1933 wurde der deutsche Fußball umorganisiert und an die Stelle der zuletzt 55 regionalen ersten Klassen traten 16 Gauligen. Der FC Wacker qualifizierte sich für die Gauliga Bayern, in der je nach Saison 10 bis 12 Vereine um die Bayerische Gaumeisterschaft und damit die Teilnahme an der Endrunde um die deutsche Meisterschaft spielten. Wacker konnte sich dort nicht besonders hervortun und war zum Saisonschluss öfter im Tabellenkeller zu finden.
1937 verpflichtete der 1. Vorstand Eugen Seybold Trainer Max Breunig, der seinerzeit zur Elite deutscher Trainer zählte. Breunig stand für ein sehr ansehnliches Kombinationsspiel, mit dem er bereits beim SV 1860 München in den Vorjahren sehr erfolgreich gewesen war und zweimal das Halbfinale und einmal das Finale der Deutschen Meisterschaft erreicht hatte. Aber es half alles nichts und Wacker stieg nach der fünften Saison 1937/38 schließlich als Vorletzter ab, trotz des 1934 vom FC Bayern gekommenen Nationalspielers Sigmund Haringer. Im September 1938 kehrte dann Alfréd Schaffer auf den Trainerstuhl des FC Wacker zurück. Im selben Jahr kam auch Fritz Herdin zum FC Wacker.

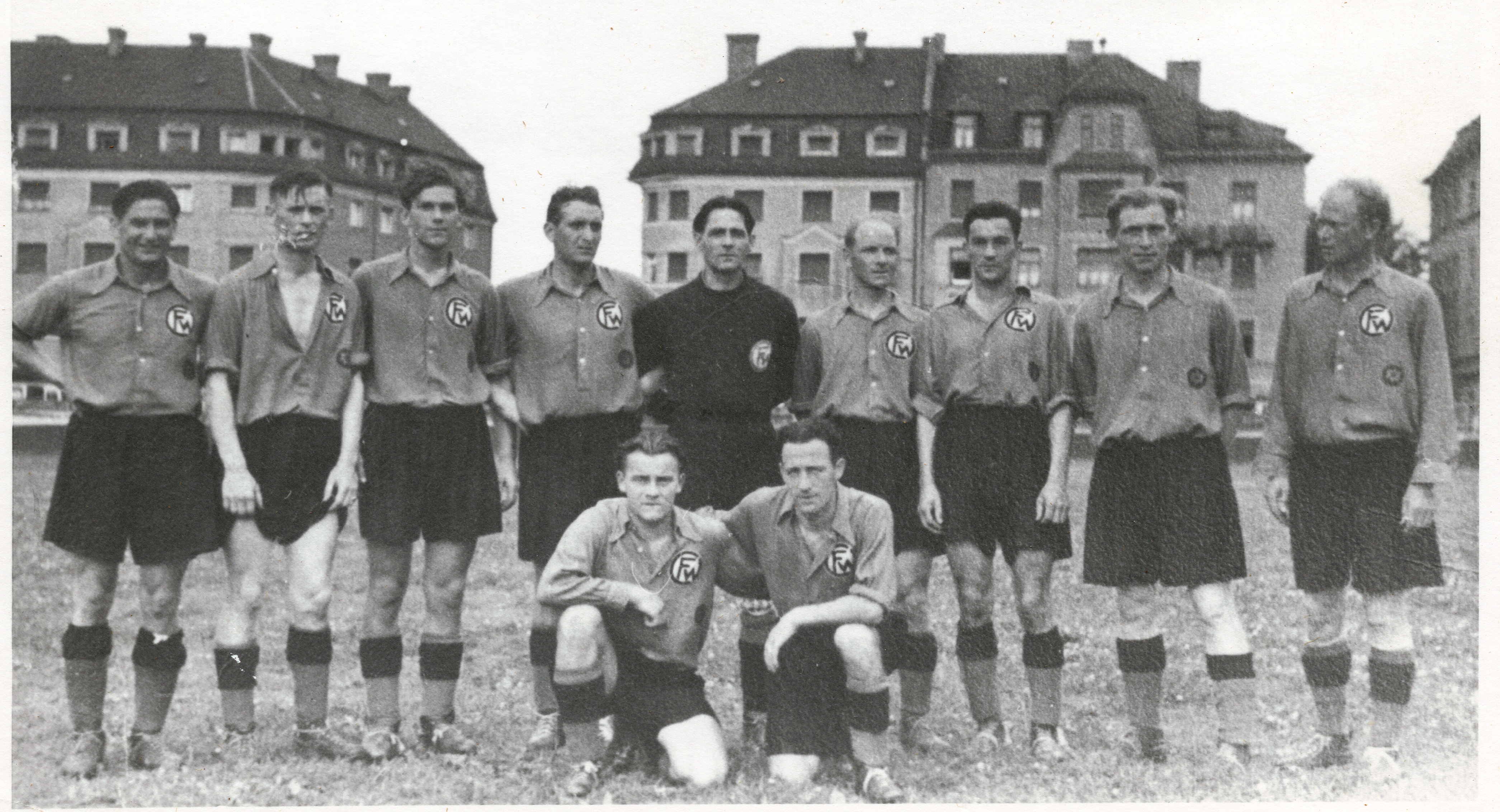
Wacker 1939 in der Amateur-Liga Bayern

Damit begannen auch die Jahre des Zweiten Weltkriegs. Ernst Poertgen, Starstürmer des Abonnementsmeisters jener Ära, des FC Schalke 04, wurde mit der Wehrmacht in München stationiert und spielte in bis zu seiner Gefangennahme durch die US-Amerikaner 1942 beim FC Wacker. Mit ihm gelang 1940 der Wiederaufstieg, doch bis zum Kriegsende kam der FC Wacker nicht über Mittelmaß hinaus. In dieser Zeit trat auch der ebenfalls kriegsbedingt in München stationierte spätere Meistertrainer Hennes Weisweiler für den FC Wacker an.

### 1945 bis 1979: Von der Oberliga zur Bayernliga
Nach dem Krieg fand der FC Wacker Aufnahme in die zweitklassige Landesliga Bayern, von wo ihm 1947 der Aufstieg in die weiland erstklassige Oberliga Süd gelang. Dabei half der Verteidiger Hans Bauer, der 1954 als Bayern-Spieler mit der deutschen Nationalmannschaft Weltmeister werden sollte. Doch auch er konnte den umgehenden Wiederabstieg nicht verhindern. Die große Zeit des FC Wacker war damit vorbei. Der Verein, der bis zu diesem Zeitpunkt fast immer erstklassig war, sollte nie wieder in der höchsten Spielklasse antreten.

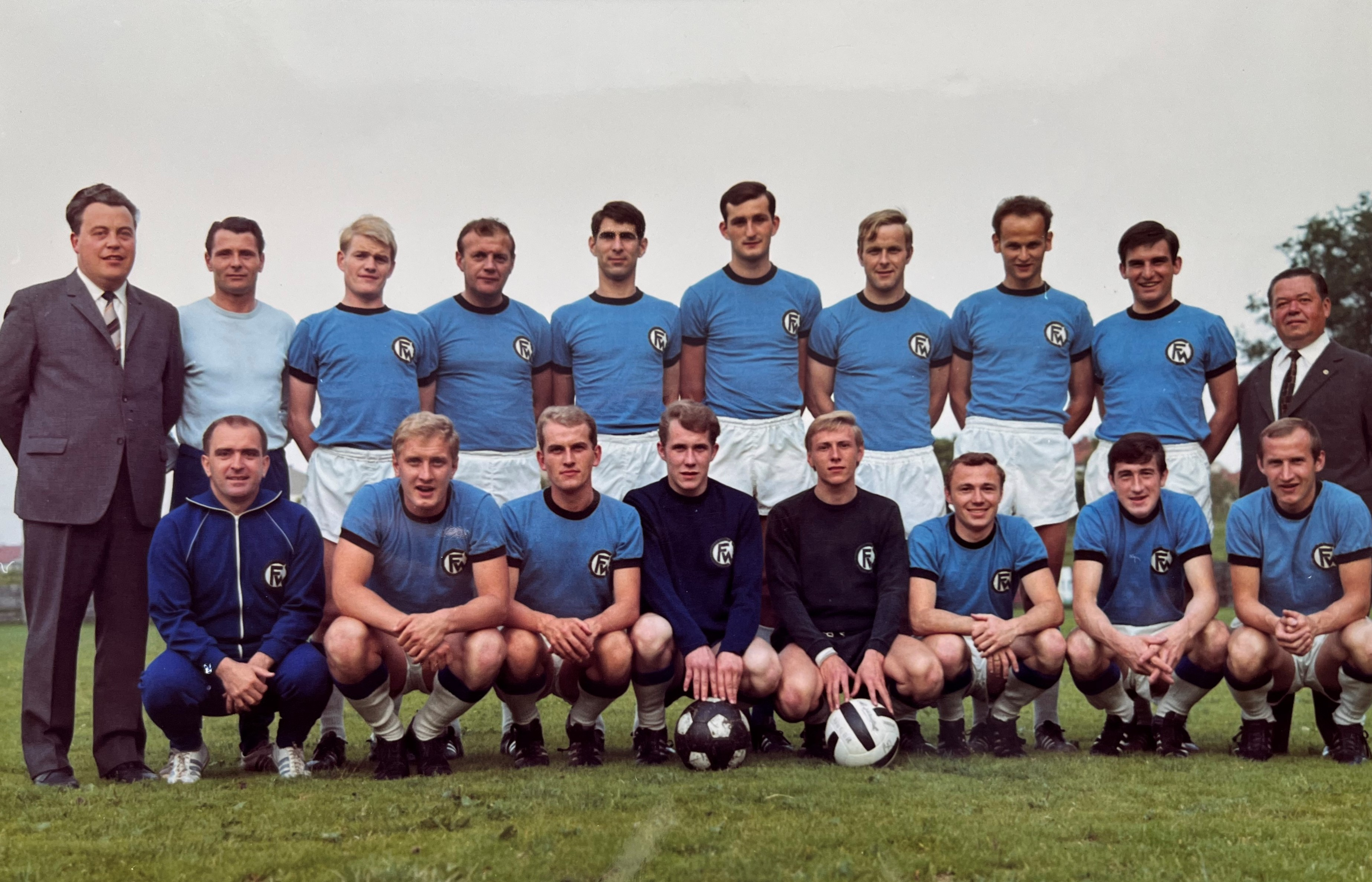
Mannschaftsbild 1968

1950 qualifizierte sich der FC Wacker für die 2. Oberliga Süd, einer neuen auf dem Vertragsspielerstatus aufgebauten zweithöchsten Spielklasse, die an die Stelle der Landesligen trat. Dort konnte sich der Verein, mit einjähriger Unterbrechung, bis 1954 halten. Bis 1980 spielte der Verein in der seinerzeit drittklassigen Bayernliga. In den Spielzeiten 1964/65, 1970/71 und 1972/73 spielten die Sendlinger jeweils eine Saison in der zweitklassigen Regionalliga Süd. 1976 qualifizierte sich der FC Wacker als Bayernligameister erneut für den Aufstieg, verzichtete aber aus finanziellen Gründen.
Unter Trainer Karl Mai, einem Weltmeister von 1954, drang der FC Wacker 1968 in das Finale um die deutsche Amateurmeisterschaft vor, unterlag im in Bochum abgehaltenen Finale aber dem VfB Marathon Remscheid nach Verlängerung mit 3:5. Prominente Spieler waren Mittelstürmer Gerhard Mansfeld und der 18-fache Amateurnationalspieler Horst Pohl. 1968 wechselte dann Adi Kunstwadl, der erste Bundesliga Kapitän des FC Bayern, zum FC Wacker München und spielte dort bis 1974.
Alfred Fackler, der auch sieben Jahre Präsident des Vereins und später Vizepräsident und Ehrenvizepräsident des Bayerischen Fußballverbands wurde, fungierte in jener Zeit als Technischer Direktor der Blausterne. Fackler war auch in drei relativ kurzen Perioden Trainer der Sendlinger, konnte in diesen den Verein 1970 und 1972 zur Bayernligameisterschaft und damit zum Aufstieg in die Regionalliga führen.
Die 2. Heimat des FC Wacker war mittlerweile schon seit 1963 das Dantestadion, welches von den Sendlinger Zuschauern in all den Jahren nur unwillig angenommen wurde. Der Ausbau des alten Wackerplatzes machte nur sehr langsame Fortschritte. 1972 war es dann endlich so weit, die Bezirkssportanlage Demleitnerstraße wurde eingeweiht.
1976 qualifizierte sich der FC Wacker als Bayernligameister erneut für den Aufstieg, aber 1. Vorstand Alfred Fackler verzichtete aus finanziellen Gründen darauf und zog zurück. Daraufhin war der Würzburger FV Aufsteiger. Trainer Horst Pohl nahm daraufhin seinen Hut und ging zum MTV Ingolstadt. Die Nachfolge von Horst Pohl trat Alois Lechermeier an (1976–1978), und auf ihn folgte von 1978 bis 1980 Wolfgang Gierlinger, der zuvor bereits von 1970 bis 1973 Spieler war (57 Regionalligaeinsätze für Wacker).

### 1980 bis 2000: Von der Landesliga zum Beinahe-Untergang

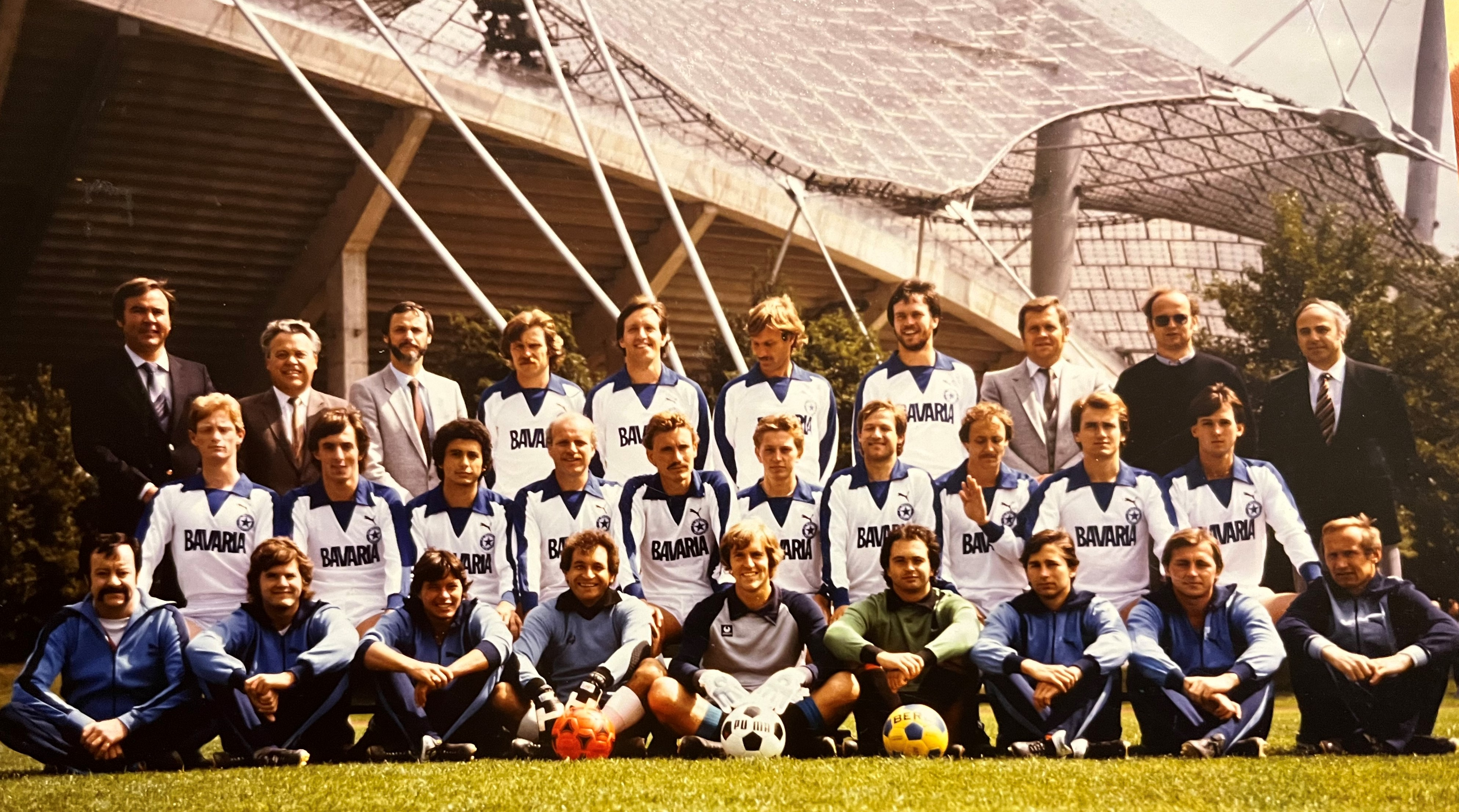
FC Wacker 1980

1980 stieg der FC Wacker erstmals in die vierte Spielklasse ab, konnte aber nach zwei Spielzeiten in die Bayernliga zurückkehren. In den folgenden Jahren pendelte der Verein zwischen dritter und vierter Liga. 1980 kam Toni Nachreiner vom TSV 1860 zu den Blausternen. Er hatte sich im Zuge seines Jurastudiums re-amateurisieren lassen und blieb bis 1985 beim FC Wacker.
Zu Ehren des 1977 verstorbenen Hannes Rutsch wurde 1981 ein internationales Hallenturnier in der Rudi-Sedlmayer-Halle veranstaltet, bei dem der FC Wacker Gastgeber für elf weitere Teilnehmer aus Österreich, der Schweiz und Deutschland war. Das Turnier fand sogar internationale Beachtung und erwies sich als attraktives Einladungsturnier des FC Wacker. Die Blausterne hatten unter der Führung von Walter Lechner in punkto Turnierkoordination und -organisation eine einwandfreie Visitenkarte bei ihren Gästen abgegeben.
Der FC Wacker konnte erst 1982 als Landesliga-Süd-Meister wieder in die Bayernliga zurückkehren, aber verlor ein vielversprechendes Talent schnell wieder an Giesing. Andi Löbmann, 19-jähriger Torjäger der Blausterne und Sechziger Eigengewächs, wechselte direkt nach dem Aufstieg zurück zu den Sechzigern und wurde dort mit 18 Toren in 33 Spielen bester Torschütze und in seiner weiteren Karriere mit 98 Toren in 222 Bayernliga-Spielen einer der besten Torjäger aller Zeiten bei Sechzig. Von 1982-85 und von 1987-89 spielte der FC Wacker in der Bayernliga (damals 3. Liga), die andere Hälfte der 1980er Jahre in der Landesliga Süd (4. Liga).
Spatenstich des neuen Vereinsheims „Zum Blaustern“ war am 8. Oktober 1983 und am 11. Mai 1985 übergab das Sportamt der Stadt München dem Club das neu erbaute Vereinsheim.
Zwischen 1992 und 1994 führten drei Abstiege in Serie den Verein in die sechste Spielklasse. 1994 kam es zum finanziellen Zusammenbruch des Vereins und der zeitweiligen Einstellung des Spielbetriebes. Mitglieder der Vereinsführung wurden wegen Unregelmäßigkeiten strafrechtlich zur Verantwortung gezogen. 1995 erfolgte ein Neubeginn des Vereins in der A-Klasse, der niedrigsten Spielklasse.

### Der FC Wacker heute

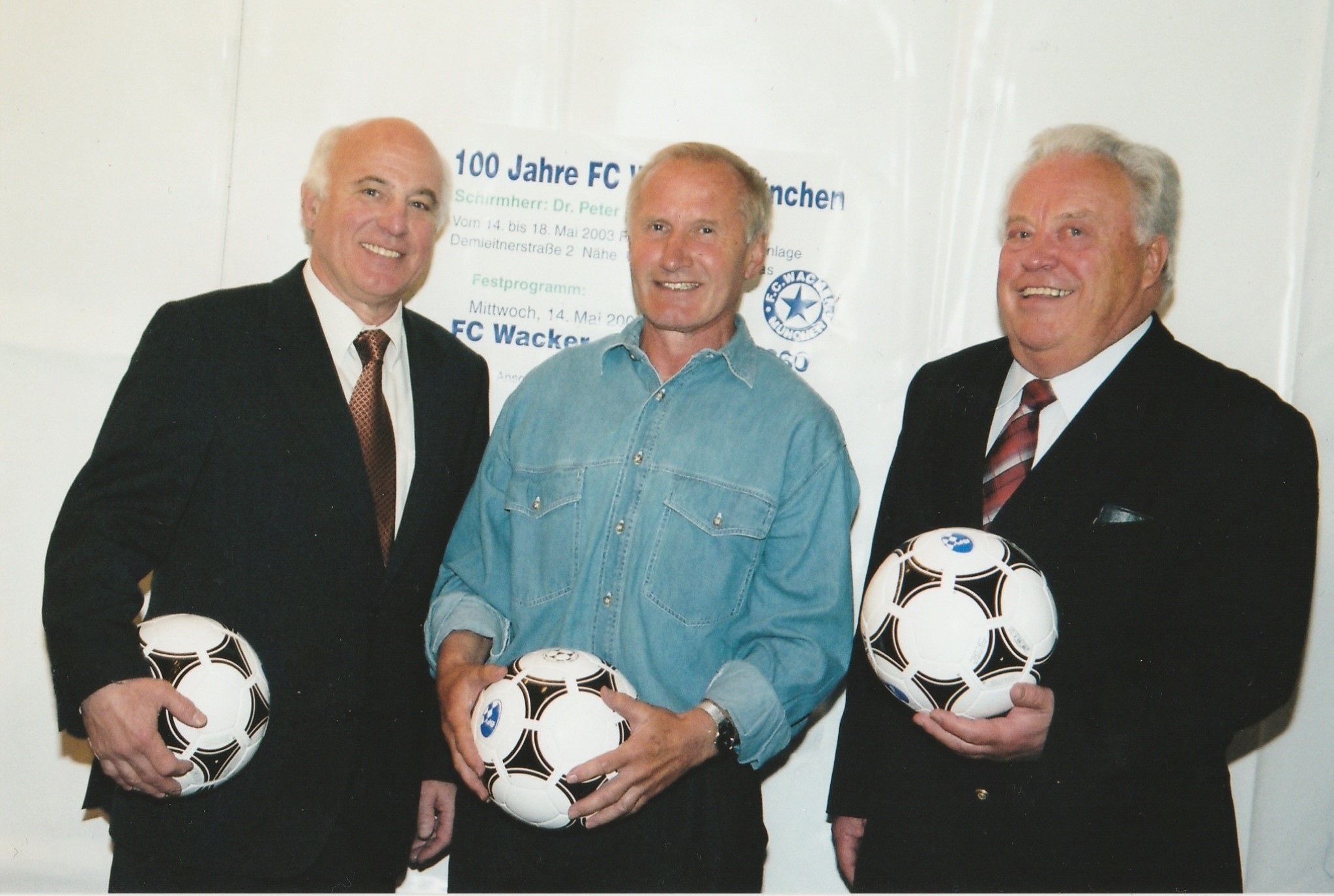
Ehrenpräsident Walter Lechner, Horst Pohl, Ehrenpräsident Alfred Fackler (v.li.)

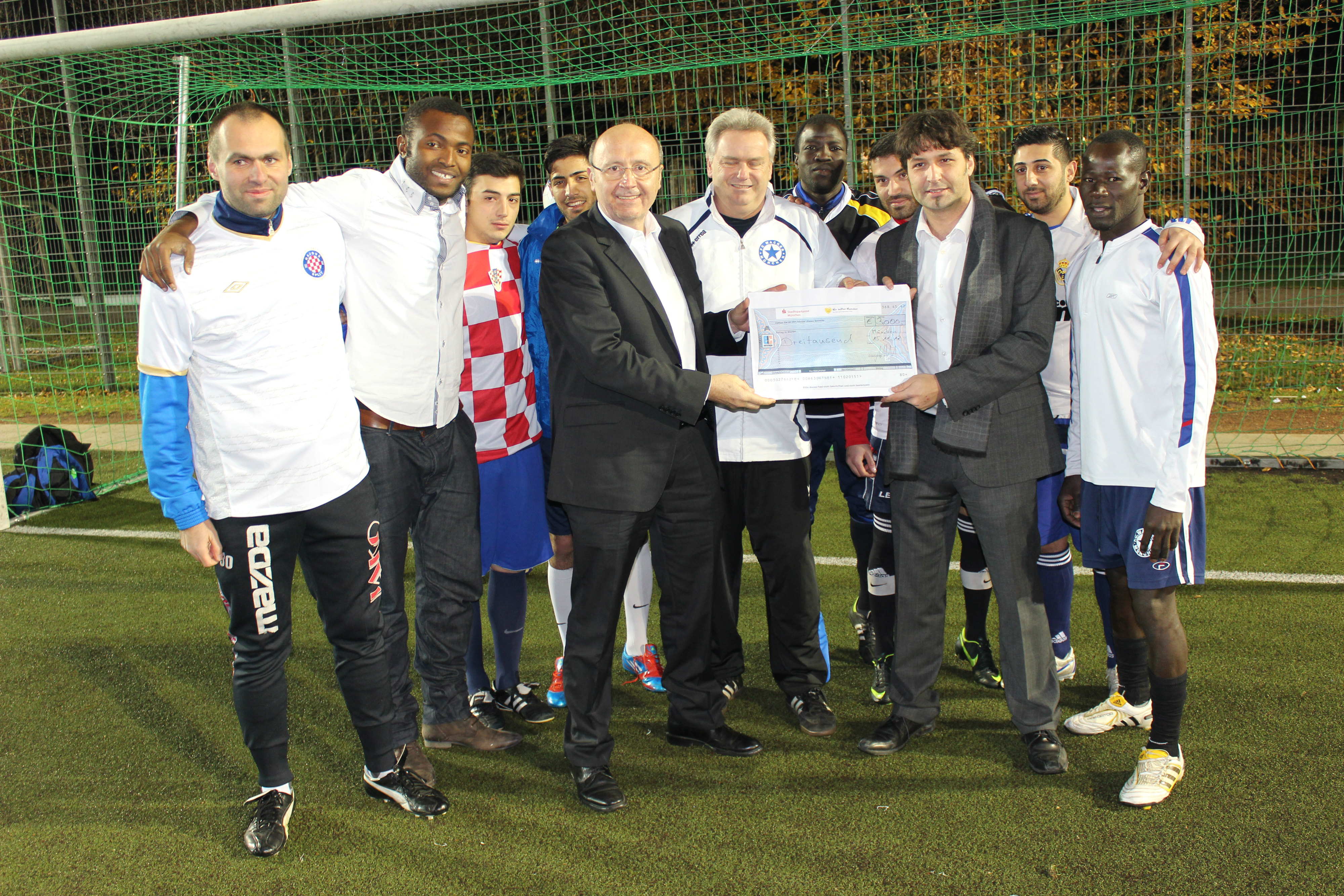

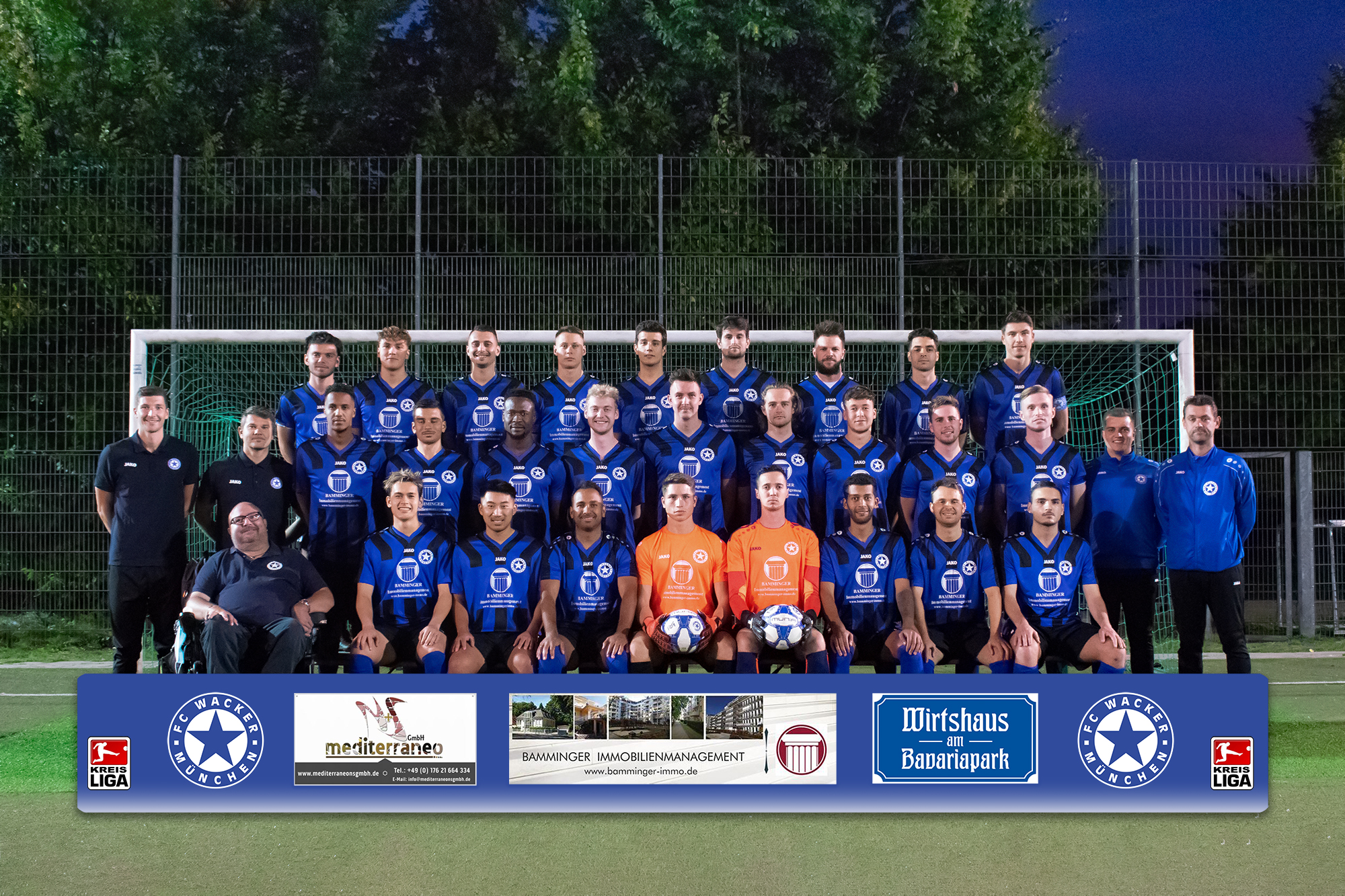
FC Wacker München (2021/22)

Im Mai 2003 wurde das 100-jährige Vereinsjubiläum gefeiert. Der TSV 1860 München kam mit Thomas Häßler, Markus Schroth, Benny Lauth & Co. zum Freundschaftsspiel an der Demleitnerstraße. Der Bundestagsabgeordnete Peter Gauweiler fungierte als Schirmherr des Ehrentages. Franz Beckenbauer, Edmund Stoiber sowie Christian Ude und BFV-Vizepräsident Alfred Fackler schickten Grußworte.
Ab 2005 entwickelte sich der Verein zum Vorzeigemodell für Vielfalt und soziale Integration in Bayern durch eine Neustrukturierung des hochverschuldeten Traditionsvereins. Erreicht wurde dies durch tranformationale Führung und Diversitätsmanagement des anfänglich unerfahrenen Vorstandsvorsitzenden Marcus Steer. Er führte von 2005 bis 2008 als Bambini-Trainer beim FC Wacker München ein kindergerechtes Trainingskonzept beim Verein ein, welches beinahe identisch zur Fair Play Liga von Ralf Klohr war. Durch die 2005 noch sehr geringe Mitgliederzahl, konnte er den Verein umgehend interkulturell öffnen. Durch die Vermittlung einer klaren Vision, die soziale und gemeinnützige Werte betont, der Förderung eines Teamgeistes, der sich auf Inklusion und gemeinschaftliche Ziele konzentriert, einer Führung durch Vorbildfunktion bei der Übernahme sozialer Verantwortung und beim kritischen Denken, durch persönliche Entwicklungsgespräche und Förderung von individuellen Talenten im Sinne des Vereinszwecks, durch Vorleben ethischer Prinzipien und sozialer Verantwortung, durch den Aufbau von Glaubwürdigkeit und Vertrauen durch konsistentes, werteorientiertes Handeln und durch starke Identifikation der Mitglieder mit dem Verein durch das Vorleben von Integrität und Hingabe konnte der Beinahe-Untergang abgewendet werden. Durch die Entwicklung und Durchführung zahlreicher Projekte, wie die Bildungsoffensive „LERNEN KICKT!“, inklusive und integrative Ehrenämter des Projektes „Perspektive/Inklusion durch Ehrenamt“, Sprach- und Integrationsprojekten und der Vermittlung von Studienplätzen, Sprachkursen, Unterkünften und Arbeitsplätzen konnte eine einladende Atmosphäre und starke Gemeinschaft geschaffen werden. Die Einbindung in die Landes- und Stadtpolitik durch enge Zusammenarbeit mit Referaten und Fachstellen unter Berücksichtigung von demografischen Daten brachte große Unterstützung der Stadtverwaltung, sowie des Münchner Bürgermeisters Dieter Reiter und der bayerischen Landesregierung durch den Integrationsbeauftragten der Bayerischen Staatsregierung, Martin Neumeyer. Sportlich konnte sich der FC Wacker in dieser Zeit von der A-Klasse in die Kreisliga entwickeln, da die Neustrukturierung auch Spieler wie Vitali Matvienko, Profikeeper aus Georgiens höchster Liga oder Serigne Daour Dia, der 2009/10, der in Senegals höchster Liga für den ASC Jeanne d’Arc und Libyen in der 1. Liga beim Al Urouba in Ajelat auflaufen konnte, überzeugte. Sie spielten aus dieser Überzeugung heraus entgeltlos für den Verein und verzichteten auf Angebote von Proficlubs. Zahlreiche Auszeichnungen, wie den Integrationspreis des DFB 2010, der Bayerische Integrationspreis 2011, der Integrationspreis der Münchner Stadtratsfraktion 2013, verliehen durch Dieter Reiter, der Förderpreis „Lichterkette“ für das Engagement des Trainers Bernd Klemm und nicht zuletzt der an den Rollstuhl gefesselte Tetra Spasmus Patient Rudi Dantinger, der seit 2013 als ernstzunehmender Schiedsrichter und Abteilungsleiter über das Spielfeld rast, zogen zahlreiche Pressevertreter aus aller Welt und Sponsoren und Mäzen an. Philip Lahm nahm eine öffentliche Brieffreundschaft mit einem aussichtsreichen Wacker-Spieler auf, der als Geflüchteter zum Verein kam. Bereits im April 2012 besuchten UEFA-Präsident Michel Platini, FC-Bayern-Vorstandsvorsitzender Karl-Heinz Rummenigge, Paul Breitner, der stellvertretende Vorstandsvorsitzende des FC Bayern, Karl Hopfner, und eine Delegation des FC Barcelona den Verein im Wacker-Stadion um dies anzuerkennen und stifteten ein UEFA-Mini-Pitch.

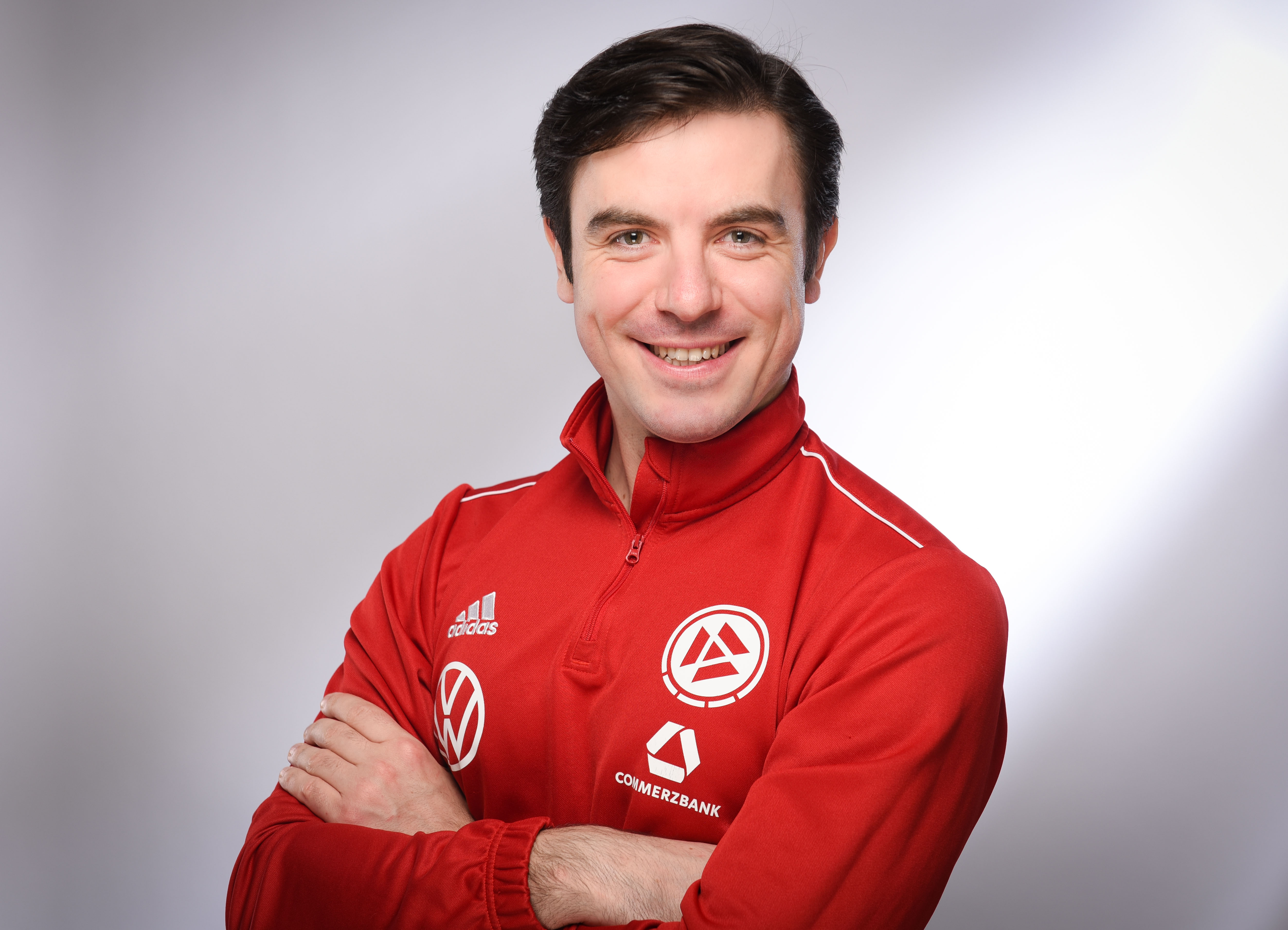
Vitali Matvienko

Nach der Zeit der starken Ausrichtung zum Integrationsverein möchte der FC Wacker seinen Fokus wieder verstärkt auf den Fußballsport legen. Von 2016 bis 2023 spielte Wacker durchgängig in der Kreisliga und ist seit 2021 von einer langjährigen Schuldenlast in sechsstelliger Höhe befreit, die durch ehemalige Vorstände ausgelöst wurde. 2023 gelang der Aufstieg in die Bezirksliga, 2025 in die Landesliga.

## Bekannte Spieler und Trainer
Aus den Reihen des FC Wacker München kamen mehrere deutsche Nationalspieler wie Heinrich Altvater, Georg Ertl, Willy Falk, Josef Weber und die Amateur-Nationalspieler Wilhelm Zott, Horst Pohl, und Sebastian Metzger. Der bekannteste war Sigmund Haringer, der von 1931 bis 1934 elf Länderspiele beim FC Bayern München bestritt, dann nach einem Streit zum FC Wacker wechselte und bei den Blausternen bis 1937 weitere vier Einsätze im Nationaltrikot hatte.
Der spätere Nationalspieler Dietmar Hamann begann genauso wie sein Bruder Matthias Hamann seine Karriere beim FC Wacker München, außerdem spielten die Bundesligaspieler Thomas Meggle und Necat Aygün während ihrer Jugendzeit für den Verein.

### Spieler
Die folgenden Spieler spielten während ihrer Zeit beim FC Wacker in der Nationalmannschaft:
- Heinrich Altvater, ein Spiel für Deutschland 1922, 1920–1940 bei FC Wacker, später Ehrenmitglied[1]
- Georg Ertl, sieben Spiele für Deutschland zwischen 1925 und 1927, 1919–1928 beim FC Wacker[1]
- Wilhelm Falk, ein Spiel für Deutschland 1927, 1918–1928[1]
- Josef Weber, ein Spiel für Deutschland 1927, 1918–1930, später Trainer beim FC Wacker[1]
- Sigmund Haringer, 15 Spiele für Deutschland 1931–1937, vier davon bei Wacker, 1934–1939 und 1940–1943 bei Wacker[1]

Weitere bekannte Spieler:
- Karl Pekarna, österreichischer Nationalspieler, 1908–1910
- Alfréd Schaffer, ungarischer Nationalspieler, 1920–1922[1]
- Alfred Bernstein, Torwart 1920–1924[1]
- Albert Eschenlohr, deutscher Nationalspieler, 1907–23[1]
- Fritz Nebauer, 1919–1932[1][37]
- Sepp Streb, deutscher Nationalspieler und WM-Teilnehmer 1934, 1932–1945 Spieler bei Wacker, 1. Vorstand 1953–1955, später Ehrenmitglied des Vereins[1]
- Péter Szabó, ungarischer Nationalspieler, 1923–26[1]
- Josef Bergmaier, deutscher Nationalspieler, 1926-29[1][38]
- Jakob Streitle, deutscher Nationalspieler, bis 1933 in der Jugend von Wacker
- Georg Bayerer, 1931–1939[1]
- Ludwig Leidenberger, 1936–1948, späterer Vereinspräsident[1]
- Fritz Herdin, 1938/39 und 1942–1951, kam 1938 von Admira Wien[1]
- Walter Probst, 1938/39, kam von Rapid Wien
- Georg Wurzer, späterer Meistertrainer und DFB-Pokalsieger
- Friedrich Müller, deutscher Nationalspieler, ca. Mitte der 1930er
- Ernst Poertgen, deutscher Nationalspieler, 1939–1942
- Hennes Weisweiler, späterer Meistertrainer, während des Zweiten Weltkriegs
- Hans Bauer, Weltmeister 1954, 1945–1948[1]
- Horst Pohl, 18 Amateur-Länderspiele, 1954 bis 1976[1]
- Erich Baumbauer, 1953–1968, Ehrenspielführer[1]
- Wilhelm Zott, 12 Amateur-Länderspiele, ca. 1960–1965[1]
- Peter Kummant, 1964–1970[1]
- Rudi Sämmer, ca. 1962–1974[1]
- Gerhard Mansfeld, langjähriger Wacker-Kapitän und Torschützenkönig der Bayernliga, 1966–1974[1]
- Adolf Kunstwadl, ehemaliger Spielführer des FC Bayern, 1968–1974[1]
- Alexander Hertz, 1968–1981[7]
- Peter Schaupp, ca. 1970–1984[7]
- Wolfgang Gierlinger, 1970–1977, Ehrenspielführer[8]
- Dieter Bernhardt, 1987–1989[8]
- Matthias Hamann, 1977–1988, ab 1986 in der 1. Mannschaft[8]
- Dietmar Hamann, 59 Spiele für Deutschland, bis 1989 in der Jugend von Wacker

### Trainer
- Alfréd Schaffer, Mai 1920 bis  Herbst 1922, 1925/26, Juni/Juli 1928, 1931/32, September 1938 bis 1939[1]
- Leó Weisz, 1926
- Edward Hanney, Februar bis Oktober 1927
- Leonhard „Lony“ Seiderer, 1932/33[1]
- Wilhelm Falk, 1936/37[1]
- Max Breunig, 1937 bis September 1938[1]
- Josef Pöttinger, 1940/41[1]
- Josef Weber, 22. März 1946 bis  1947 und 1948 bis  1953[1]
- Ludwig Tretter, ca. 1947/48
- Hans-Wolfgang Weber, 1955 bis  1958, und 1961 bis  1966[1]
- Karl Mai, Mai 1966 bis 1969[1]
- Alfred Fackler, 1969 bis 1970, 1971 bis 1972, 1973[1]
- Otto Kantor, 1970/71 in der Regionalliga[1]
- Hans Auernhammer, 1972/73[1]
- Alois Lechermeier, 1973 bis 1974, 1976 bis 1978
- Horst Pohl, 1974 bis 1976, 1980 bis 1981[7]
- Wolfgang Gierlinger, 1978 bis 1980[7]
- Fritz Bank, 1981 bis 1985, 1987, 1990 bis 1992 (Meistertrainer der FC Bayern Frauen von 1976!)[7]
- Rudolf Brunnenmeier, ca. Ende der 1990er Jahre

## Nachwuchsförderung beim FC Wacker
Beim FC Wacker spielen aktuell über 300 Junioren in 18 Mannschaften auf der Bezirkssportanlage an der Demleitnerstrasse in Sendling. Die Sicherstellung von Kinder- und Jugendschutz sind die oberste Prämisse im Nachwuchsbereich.  Die Trainingsschwerpunkte richten sich nach altersspezifischen Etappen, die in die Phasen Grundlagen, Aufbau und Leistung unterteilt sind. Der Verein legt gesteigerten Wert auf die Lizenzierungen seiner Jugendtrainer und unterstützt sie dabei.

## Frauenfußball
Die Frauenfußball-Abteilung wurde mit der Aufhebung des Verbots für Damenfußball durch den DFB im Herbst 1970 gegründet. Während ihres Bestehens im FC Wacker München hatten die Wacker-Frauen ihre erfolgreichste Zeit überhaupt. Zwei Aufstiege in die Frauen-Bundesliga (1992 und 1994) sowie der dreimalige Gewinn des Bayerischen Landespokals (1992, 1994, 1996) und drei Bayerische Meistertitel (1991, 1992, 1994) stehen in der Bilanz der Wacker-Frauen.
Bekannteste Spielerin des FC Wacker war Torhüterin Nadine Angerer, die in ihrer Karriere alle erdenklichen Vereins- und Verbandstitel gewann und auch Weltfußballerin wurde. Angerer kam 1996 vom 1. FC Nürnberg zum FC Wacker und wechselte drei Jahre später 1999 zum FC Bayern.
In Folge der schweren Vereinskrisen und finanziellen Turbulenzen der neunziger Jahre gründeten die Frauen 1999 den eigenständigen FFC Wacker München.

## Stadion

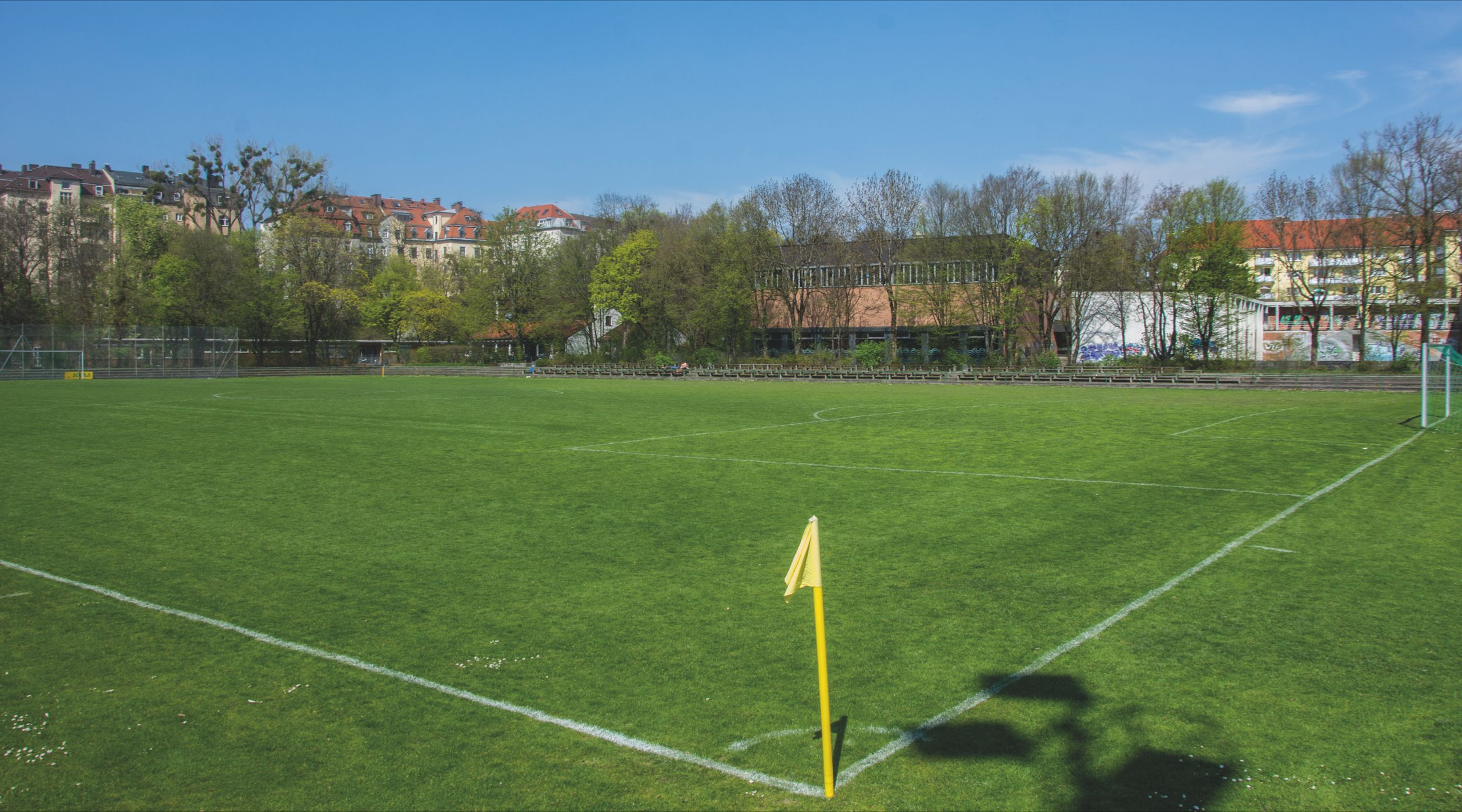
Hauptplatz BSA Demleitnerstrasse

Seit 1972 trägt der Verein seine Heimspiele in der Bezirkssportanlage Demleitnerstraße aus.
Von 1926 bis 1948 war das Heinrich-Zisch-Stadion (Stadion an der Grünwalder Straße) Spielort des FC Wacker München in der Bezirksliga (bis 1933), Gauliga (1933–1945) und Oberliga Süd (1947/48).
Weitere Spielstätten des Vereins waren im Ortsteil Sendling an der Plinganserstraße (ca. 1918–1926), und an der Khidlerstraße, im Volksmund auch „Kessel“ genannt (ca. 1948–1963). Dieser stand exakt an derselben Stelle wie der Hauptplatz der heutigen Bezirkssportanlage.
Von 1963 bis 1972 spielte Wacker im Dantestadion.
Historisch bedeutsam waren in früheren Jahren der Platz an der Fürstenriederstraße in Laim (1903–1906), der Platz an der Reindlstraße in Laim (Mai 1906–1908), der Monachia-Platz an der Plinganserstraße (1908–1915), und der Platz an der Georgenschwaige, Turnerschaft 1886 (1915–1918).

## Erfolge
Männer
- Südbayerischer Meister 1918/19, 1920/21, 1921/22[1]
- Bayerischer Meister 1922[1]
- Süddeutscher Meister 1922
- Halbfinale in der Endrunde um die deutsche Meisterschaft: 1922, 1928[1]
- Deutsche Amateurmeisterschaft: Finalist 1968[1]
- Bayerischer Amateurmeister 1947[1]
- Südbayerischer Amateurmeister 1947[1]
- Meister Amateurliga Bayern (später Bayernliga): 1946, 1958 (Südstaffel), 1964, 1970, 1972, 1976[1]
- Meister Ostkreis Bezirksliga Oberbayern Herbst 1917, Herbst 1918[1]
- Meister Bezirksliga Oberbayern 1940[1]

Frauen
- Aufstieg in die 1. Frauenfußball-Bundesliga 1992 und 1994
- Bayrischer Meister (1991, 1992, 1994)
- Bayrischer Pokalsieger (1992, 1994, 1996)

## Spielklassen und Platzierungen
| 1905/06   | A-Klasse Bezirk Oberbayern                     | 6. Platz                                       |                                                |
| 1906/07   | keine Teilnahme am Ligaspielbetrieb            | keine Teilnahme am Ligaspielbetrieb            | keine Teilnahme am Ligaspielbetrieb            |
| 1907/08   | A1-Klasse Bezirk Südbayern                     | 4. Platz                                       |                                                |
| 1908/09   | A1-Klasse Bezirk Südbayern                     | 4. Platz                                       |                                                |
| 1909/10   | A1-Klasse Kreis Ost, Staffel Süd               | 3. Platz                                       |                                                |
| 1910/11   | A1-Klasse Kreis Ost                            | 5. Platz                                       |                                                |
| 1911/12   | A1-Klasse Kreis Ost                            | 3. Platz                                       |                                                |
| 1912/13   | Ligaklasse A1 Kreis Ost                        | 7. Platz                                       |                                                |
| 1913/14   | Ligaklasse A1 Kreis Ost                        | 8. Platz                                       |                                                |
| 1914/15   | kein Spielbetrieb                              | kein Spielbetrieb                              | kein Spielbetrieb                              |
| 1915 H    | Bezirksliga Oberbayern, Staffel A              | 3. Platz                                       |                                                |
| 1916 F    | Bezirksliga Oberbayern, Staffel B              | 4. Platz                                       |                                                |
| 1916 H    | Bezirksliga Oberbayern, Staffel B              | 2. Platz                                       |                                                |
| 1917 F    | Bezirksliga Oberbayern                         | 2. Platz                                       |                                                |
| 1917 H    | Bezirksliga Oberbayern, Staffel B              | 1. Platz                                       | Oberbayerische Meisterschaft 2. Platz          |
| 1918 F    | Bezirksliga Oberbayern, Staffel B              | 2. Platz                                       |                                                |
| 1918 H    | Bezirksliga Oberbayern                         | 1. Platz                                       |                                                |
| 1919 F    | Bezirksliga Oberbayern                         | 3. Platz                                       |                                                |
| 1919/20   | Kreisliga Südbayern                            | 3. Platz                                       |                                                |
| 1920/21   | Kreisliga Südbayern                            | 1. Platz                                       | Süddeutsche Meisterschaft Vorrunde             |
| 1921/22   | Kreisliga Südbayern, Staffel 2                 | 1. Platz                                       | Süddeutscher Meister, Deutsche Meist. Halbf.   |
| 1922/23   | Gauliga Südbayern                              | 3. Platz                                       |                                                |
| 1923/24   | Bezirksliga Bayern                             | 6. Platz                                       |                                                |
| 1924/25   | Bezirksliga Bayern                             | 3. Platz                                       |                                                |
| 1925/26   | Bezirksliga Bayern                             | 7. Platz                                       | Relegation 1. Platz                            |
| 1926/27   | Bezirksliga Bayern                             | 3. Platz                                       |                                                |
| 1927/28   | Bezirksliga Bayern, Gruppe Südbayern           | 3. Platz                                       | Qual. Süd 1. Platz, Deutsche Meist. Halbf.     |
| 1928/29   | Bezirksliga Bayern, Gruppe Südbayern           | 4. Platz                                       |                                                |
| 1929/30   | Bezirksliga Bayern, Gruppe Südbayern           | 4. Platz                                       |                                                |
| 1930/31   | Bezirksliga Bayern, Gruppe Südbayern           | 5. Platz                                       |                                                |
| 1931/32   | Bezirksliga Bayern, Gruppe Südbayern           | 5. Platz                                       |                                                |
| 1932/33   | Bezirksliga Bayern, Gruppe Südbayern           | 6. Platz                                       |                                                |
| 1933/34   | Gauliga Bayern                                 | 9. Platz                                       |                                                |
| 1934/35   | Gauliga Bayern                                 | 6. Platz                                       |                                                |
| 1935/36   | Gauliga Bayern                                 | 8. Platz                                       |                                                |
| 1936/37   | Gauliga Bayern                                 | 8. Platz                                       |                                                |
| 1937/38   | Gauliga Bayern                                 | 9. Platz                                       | Abstieg                                        |
| 1938/39   | Bezirksliga Oberbayern                         | 1. Platz                                       | Aufstiegsrunde 2. Platz, kein Aufstieg         |
| 1939/40   | Bezirksliga Oberbayern                         | 1. Platz                                       | Aufstiegsrunde 2. Platz, Aufstieg              |
| 1940/41   | Bereichsklasse Bayern                          | 10. Platz                                      |                                                |
| 1941/42   | Bereichsklasse Bayern                          | 5. Platz                                       |                                                |
| 1942/43   | Gauliga Südbayern                              | 6. Platz                                       |                                                |
| 1943/44   | Gauliga Südbayern                              | 6. Platz                                       |                                                |
| 1944/45   | Gauliga München-Oberbayern                     | 4. Platz                                       |                                                |
| 1945/46   | Landesliga Bayern                              | 3. Platz                                       |                                                |
| 1946/47   | Landesliga Bayern Süd                          | 1. Platz                                       | Aufstieg                                       |
| 1947/48   | Oberliga Süd                                   | 19. Platz                                      | Abstieg                                        |
| 1948/49   | Landesliga Bayern                              | 6. Platz                                       |                                                |
| 1949/50   | Landesliga Bayern                              | 4. Platz                                       | Aufstieg                                       |
| 1950/51   | II. Division Süd                               | 13. Platz                                      |                                                |
| 1951/52   | II. Division Süd                               | 17. Platz                                      | Abstieg                                        |
| 1952/53   | Landesliga Bayern                              | 2. Platz                                       | Aufstieg                                       |
| 1953/54   | II. Division Süd                               | 18. Platz                                      | Abstieg                                        |
| 1954/55   | Amateurliga Bayern-Süd                         | 4. Platz                                       |                                                |
| 1955/56   | Amateurliga Bayern-Süd                         | 7. Platz                                       |                                                |
| 1956/57   | Amateurliga Bayern-Süd                         | 4. Platz                                       |                                                |
| 1957/58   | Amateurliga Bayern-Süd                         | 1. Platz                                       |                                                |
| 1958/59   | Amateurliga Bayern-Süd                         | 8. Platz                                       |                                                |
| 1959/60   | Amateurliga Bayern-Süd                         | 15. Platz                                      | Abstieg                                        |
| 1960/61   | 2. Amateurliga Oberbayern-Süd                  | 6. Platz                                       |                                                |
| 1961/62   | 2. Amateurliga Oberbayern-Nord                 | 1. Platz                                       | Aufstieg                                       |
| 1962/63   | Amateurliga Bayern-Süd                         | 2. Platz                                       |                                                |
| 1963/64   | Amateurliga Bayern                             | 1. Platz                                       | Aufstieg                                       |
| 1964/65   | Regionalliga Süd                               | 17. Platz                                      | Abstieg                                        |
| 1965/66   | Amateurliga Bayern                             | 13. Platz                                      |                                                |
| 1966/67   | Amateurliga Bayern                             | 4. Platz                                       |                                                |
| 1967/68   | Amateurliga Bayern                             | 2. Platz                                       |                                                |
| 1968/69   | Amateurliga Bayern                             | 8. Platz                                       |                                                |
| 1969/70   | Amateurliga Bayern                             | 1. Platz                                       | Aufstieg                                       |
| 1970/71   | Regionalliga Süd                               | 19. Platz                                      | Abstieg                                        |
| 1971/72   | Amateurliga Bayern                             | 1. Platz                                       | Aufstieg                                       |
| 1972/73   | Regionalliga Süd                               | 18. Platz                                      | Abstieg                                        |
| 1973/74   | Amateurliga Bayern                             | 2. Platz                                       |                                                |
| 1974/75   | Amateurliga Bayern                             | 3. Platz                                       |                                                |
| 1975/76   | Amateurliga Bayern                             | 1. Platz                                       | Aufstiegsverzicht                              |
| 1976/77   | Amateurliga Bayern                             | 5. Platz                                       |                                                |
| 1977/78   | Amateurliga Bayern                             | 5. Platz                                       |                                                |
| 1978/79   | Oberliga Bayern                                | 7. Platz                                       |                                                |
| 1979/80   | Oberliga Bayern                                | 15. Platz                                      | Abstieg                                        |
| 1980/81   | Landesliga Bayern-Süd                          | 3. Platz                                       |                                                |
| 1981/82   | Landesliga Bayern-Süd                          | 1. Platz                                       | Aufstieg                                       |
| 1982/83   | Oberliga Bayern                                | 5. Platz                                       |                                                |
| 1983/84   | Oberliga Bayern                                | 11. Platz                                      |                                                |
| 1984/85   | Oberliga Bayern                                | 16. Platz                                      | Abstieg                                        |
| 1985/86   | Landesliga Bayern-Süd                          | 2. Platz                                       |                                                |
| 1986/87   | Landesliga Bayern-Süd                          | 1. Platz                                       | Aufstieg                                       |
| 1987/88   | Oberliga Bayern                                | 8. Platz                                       |                                                |
| 1988/89   | Oberliga Bayern                                | 16. Platz                                      | Abstieg                                        |
| 1989/90   | Landesliga Bayern-Süd                          | 6. Platz                                       |                                                |
| 1990/91   | Landesliga Bayern-Süd                          | 13. Platz                                      |                                                |
| 1991/92   | Landesliga Bayern-Süd                          | 15. Platz                                      | Abstieg                                        |
| 1992/93   | Bezirksoberliga Oberbayern                     | 14. Platz                                      | Abstieg                                        |
| 1993/94   | Bezirksliga Obb. Gr.Süd                        | 14. Platz                                      | Abstieg                                        |
| 1994/95   | Herrenmannschaften vom Spielbetrieb abgemeldet | Herrenmannschaften vom Spielbetrieb abgemeldet | Herrenmannschaften vom Spielbetrieb abgemeldet |
| 1995/96   | C-Klasse München, Gruppe 16                    | 3. Platz                                       |                                                |
| 1996/97   | C-Klasse München, Gruppe 15                    | 1. Platz                                       | Aufstieg                                       |
| 1997/98   | B-Klasse München, Gruppe 6                     | 1. Platz                                       | Aufstieg                                       |
| 1998/99   | Kreisliga München, Gruppe 3                    | 13. Platz                                      | Abstieg                                        |
| 1999/2000 | Kreisklasse München Gruppe 3                   | 13. Platz                                      | Abstieg                                        |
| 2000/01   | A-Klasse Gruppe 5                              | 12. Platz                                      |                                                |
| 2001/02   | A-Klasse Gruppe 5                              | 7. Platz                                       |                                                |
| 2002/03   | A-Klasse Gruppe 5                              | 10. Platz                                      |                                                |
| 2003/04   | A-Klasse München, Gruppe 5                     | 3. Platz                                       |                                                |
| 2004/05   | A-Klasse München, Gruppe 5                     | 4. Platz                                       |                                                |
| 2005/06   | A-Klasse München, Gruppe 5                     | 1. Platz                                       | Aufstieg                                       |
| 2006/07   | Kreisklasse München, Gruppe 4                  | 10. Platz                                      |                                                |
| 2007/08   | Kreisklasse München, Gruppe 4                  | 9. Platz                                       |                                                |
| 2008/09   | Kreisklasse München, Gruppe 3                  | 13. Platz                                      | Abstieg                                        |
| 2009/10   | A-Klasse München, Gruppe 4                     | 1. Platz                                       | Aufstieg                                       |
| 2010/11   | Kreisklasse München, Gruppe 5                  | 8. Platz                                       |                                                |
| 2011/12   | Kreisklasse München, Gruppe 5                  | 5. Platz                                       |                                                |
| 2012/13   | Kreisklasse München, Gruppe 5                  | 1. Platz                                       | Aufstieg                                       |
| 2013/14   | Kreisliga München Süd                          | 14. Platz                                      | Abstieg                                        |
| 2014/15   | Kreisklasse München, Gruppe 4                  | 3. Platz                                       |                                                |
| 2015/16   | Kreisklasse München Süd 4                      | 2. Platz                                       | Aufstieg                                       |
| 2016/17   | Kreisliga München 2                            | 3. Platz                                       |                                                |
| 2017/18   | Kreisliga München 2                            | 5. Platz                                       |                                                |
| 2018/19   | Kreisliga München 2                            | 8. Platz                                       |                                                |
| 2019/21   | Kreisliga München 2                            | 6. Platz                                       |                                                |
| 2021/22   | Kreisliga München 2                            | 2. Platz                                       |                                                |
| 2022/23   | Kreisliga München 2                            | 1. Platz                                       | Aufstieg                                       |
| 2023/24   | Bezirksliga Oberbayern Süd                     | 10. Platz                                      |                                                |
| 2024/25   | Bezirksliga Oberbayern Süd                     | 2. Platz                                       | Aufstieg                                       |